# Comuna Pavlenkove, Lebedîn
Pavlenkove (în ucraineană Павленкове) este o comună în raionul Lebedîn, regiunea Sumî, Ucraina, formată din satele Boikî, Bukatî, Dihteari, Martînți, Marusenkove, Pavlenkove (reședința) și Radeanske.

## Demografie
Componența lingvistică a comunei Pavlenkove
     Ucraineană (97,66%)
     Rusă (1,7%)
     Alte limbi (0,63%)
Conform recensământului din 2001, majoritatea populației comunei Pavlenkove era vorbitoare de ucraineană (97,66%), existând în minoritate și vorbitori de rusă (1,7%).